# СЕРЕСО (Сан Луис Потоси)
СЕРЕСО (шп. CERESO) насеље је у Мексику у савезној држави Сан Луис Потоси у општини Сан Луис Потоси. Насеље се налази на надморској висини од 1855 м.

## Становништво
Према подацима из 2005. године у насељу је живело 1238 становника.

### Хронологија
| Година       | 2000 | 2005 |
| ------------ | ---- | ---- |
| Становништво | 1430 | 1238 |

### Попис
| # | Индикатор                        | Вредност |
| - | -------------------------------- | -------- |
| 1 | Укупно појединачних домаћинстава | 1        |